# Bois d'ortie
Obetia ficifolia
Espèce
Le bois d'ortie, ou figue marron (Obetia ficifolia Savigny 1798), est une espèce de plantes à fleurs de la famille des urticacées. C'est un arbuste de 3 à 5 m endémique de La Réunion et de l'île Rodrigues, dans les Mascareignes où il est en voie d'extinction.
À La Réunion, elle croît en faible et moyenne altitude. C'est une des plantes urticantes de l'île et la seule plante nourricière de la salamide d'Augustine (Salamis augustina), un lépidoptère par conséquent menacé.